# スペースX CRS-13
SpX-13としても知られるスペースX CRS-13は、2017年12月15日に打ち上げられた国際宇宙ステーションへの商業補給サービスミッション
。NASAとの契約に基づきスペースXが運用した。このミッションは以前に飛行したドラゴン カプセル（CRS-6で使用）の再利用に成功した2回目のミッションとなった。使用されたファルコン9フル・スラスト ロケットの第1段は、CRS-11で以前飛行した、「飛行検証済み」コアだった。第1段は、第2段との分離後にケープカナベラル宇宙軍基地のLZ-1に帰還した。

## ミッションの概要

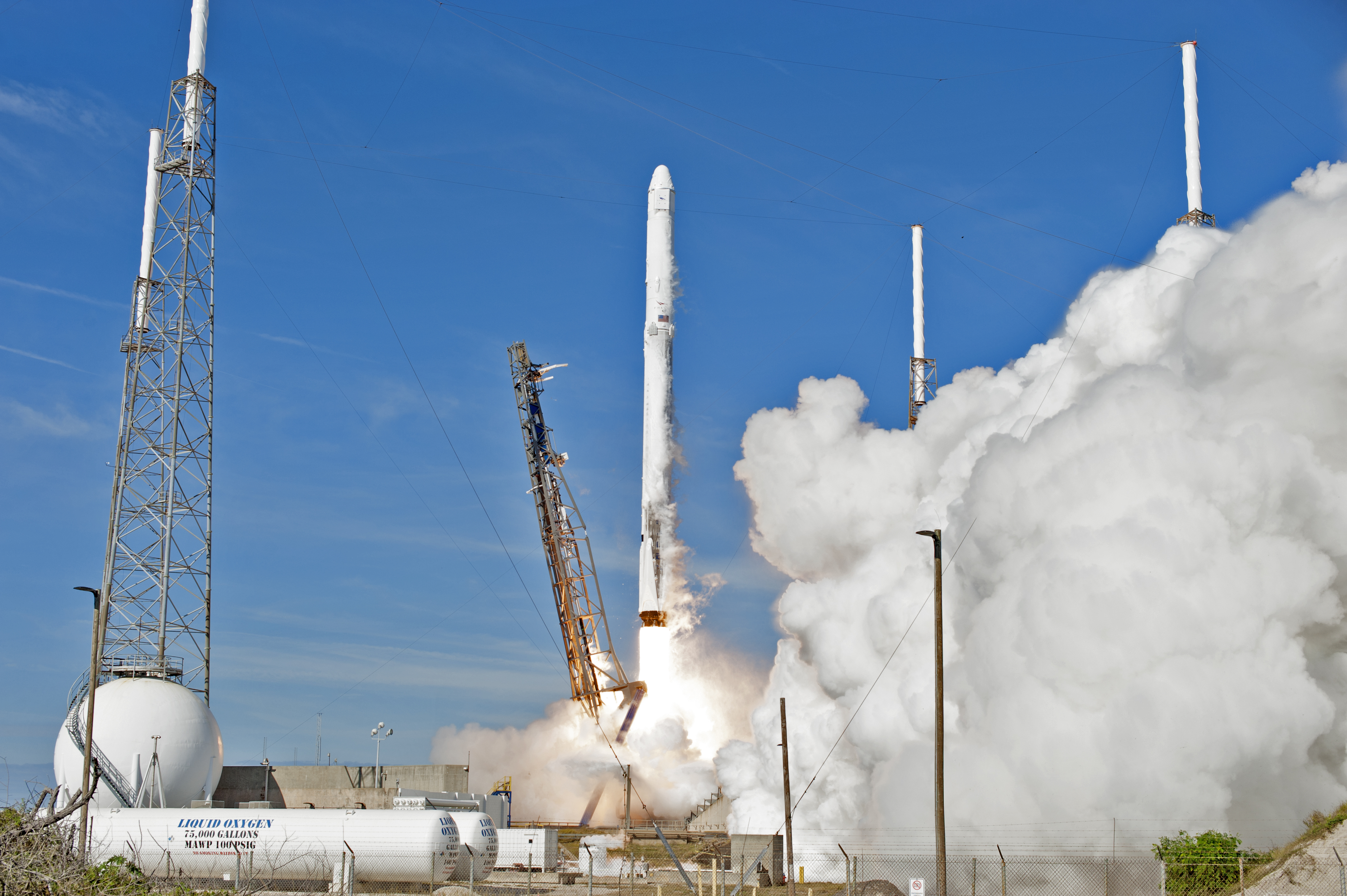
CRS-13ミッションの打ち上げ

2015年初頭、NASAはSpaceXに3回の追加のCRSミッション（CRS-13からCRS-15）の契約延長を認めた。2016年6月、NASAの監察官報告書では、このミッションは2017年9月に予定されていた。その後、飛行は2017年の9月13日から11月1日、12月4日、12月12日、そして12月13日へと遅延した。第2段の燃料システム中に粒子状物を検出したため、念の為に第1段および第2段の燃料および液体酸素タンクを完全に洗い流す時間が必要として、スペースXは打ち上げを12月15日に延期した。
CRS-13ミッションは、ファルコン9フル・スラスト ロケットに搭載されてケープカナベラル空軍基地第40発射施設から2017年12月15日 15:36:09 UTCに打ち上げられた。ドラゴン宇宙船は2017年12月17日に国際宇宙ステーションとランデヴーし、ステーションのカナダアーム2によって10:57 UTCに捕捉され、その後、13:26 UTCにハーモニー・モジュールの天底側ドッキングポートに係留された。ドラゴンはISSに1ヶ月弱留まり、2018年1月12日 10:47 UTCに係留を解除され、1月13日 09:58 UTCにカナダアーム2からリリースされた。宇宙船は数時間後に軌道を離脱し、1,850 kg (4,078 lb)の機材と科学実験装置を搭載して15:37 UTCに太平洋に着水した。

## 主要貨物
NASAはスペースXとCRS-13ミッションの契約を結んでおり、これに従って主要貨物、打ち上げ日時、ドラゴン宇宙カプセルの軌道パラメーターを決定した。CRS-13は総計2,205キログラム (4,861 lb)の貨物を国際宇宙ステーションへ輸送した。これはステーション向けに梱包された与圧貨物1,560 kg (3,440 lb)と、全光および分光型太陽放射センサー（TSIS)およびスペース・デブリ・センサー（SDS)からなる2つのステーション外部での実験用の非与圧貨物645 kg (1,422 lb)からなっていた。
ISSへの貨物の詳細は以下の通り：
- 科学研究：711 kg (1,567 lb)
- 乗組員補給物資：490 kg (1,080 lb)
- 宇宙船ハードウェア：189 kg (417 lb)
- 船外活動装備：165 kg (364 lb)
- コンピューター資材：5 kg (11 lb)
- 外部貨物：645キログラム (1,422 lb)
  - 全光および分光型太陽放射センサー（TSIS)
  - スペース・デブリ・センサー（SDS)

## ギャラリー
SpaceX CRS-13
- CRS-13の打ち上げ
- LZ-1に着陸するファルコン9
- ISSに捕捉されたドラゴン